# Funzione associata di Legendre
I polinomi associati di Legendre sono polinomi definibili direttamente a partire dai polinomi di Legendre, il cui impiego è particolarmente utile nella descrizione delle armoniche sferiche e quindi nella loro applicazione in meccanica quantistica.

## Definizione
Sia {\displaystyle l} un intero naturale, {\displaystyle P_{l}(u)} il polinomio di Legendre di ordine {\displaystyle l} ed {\displaystyle m} un intero compreso tra {\displaystyle 0} ed {\displaystyle l}. Si definiscono le funzioni associate di Legendre come:
{\displaystyle P_{lm}(u)=(1-u^{2})^{\frac {m}{2}}{\frac {d^{m}}{du^{m}}}P_{l}(u)}
ovvero
{\displaystyle P_{lm}(u)={\frac {(-1)^{l}}{2^{l}l!}}(1-u^{2})^{\frac {m}{2}}{\frac {d^{l+m}}{du^{l+m}}}(1-u^{2})^{l}}
Si estende la definizione a valori negativi del secondo indice  tramite l'espressione
{\displaystyle P_{l,-m}(u)=(-1)^{m}{\frac {(l-m)!}{(l+m)!}}P_{lm}(u)}
che conduce a 
{\displaystyle P_{lm}(u)=(-1)^{l+m}{\frac {(l+m)!}{(l-m)!}}{\frac {(1-u^{2})^{-{\frac {m}{2}}}}{2^{l}l!}}{\frac {d^{l-m}}{du^{l-m}}}(1-u^{2})^{l}}
Queste definizioni permettono poi di esprimere le armoniche sferiche in funzione delle funzioni associate tramite la relazione
{\displaystyle Y_{l}^{m}(\theta ,\varphi )={(-1)^{m}}\left\{{\frac {2l+1}{4\pi }}{\frac {(l-m)!}{(l+m)!}}\right\}^{\frac {1}{2}}P_{l}^{m}(\cos \theta )e^{im\varphi }}
per valori positivi di {\displaystyle m}. Le armoniche sferiche con valori di {\displaystyle m} negativi sono tutte a coefficiente positivo (senza considerare quindi il comportamento del Polinomio di Legendre e della funzione esponenziale) e si ottengono dalla seguente relazione
{\displaystyle Y_{l}^{-m}(\theta ,\varphi )={(-1)^{m}}(Y_{l}^{m}(\theta ,\varphi ))^{*}}
Ne consegue quindi che per valori di {\displaystyle m} negativi le armoniche sferiche sono identiche alle stesse con {\displaystyle m} positivi fuorché in alcuni aspetti:
1) il segno del coefficiente è sempre positivo, anziché a segni alterni, poiché il termine {\displaystyle (-1)^{m}} nell'armonica sferica moltiplica lo stesso {\displaystyle (-1)^{m}} presente nella relazione sopra;
2) la funzione esponenziale ha il segno dell'esponente invertito, perché si richiede il complesso coniugato dell'armonica sferica. Ciò non grava sul polinomio di Legendre perché esso è a variabile reale.